# Agrochola kresnaensis
Agrochola kresnaensis là một loài bướm đêm trong họ Noctuidae.